# Majuro
Majuro (maršalsko Mājro) je atol v vzhodnem delu Marshallovega otočja na zahodu Tihega oceana in hkrati glavno mesto te otoške države. S 27.797 prebivalci (po popisu leta 2011) je daleč najbolj naseljen od vseh atolov v Marshallovem otočju, kjer živi več kot polovica vseh državljanov. Sestavlja ga 64 večjih in manjših koralnih otokov, naselitev pa je skoncentrirana na otokih Dalap, Uliga in Darrit na vzhodnem robu, ki so med seboj povezani z nasipi. Tu se nahaja tudi upravno središče države.

## Zgodovina
Atol se je dvignil iznad morske gladine pred približno 2000 leti, sodeč po arheoloških ostankih pa so ga ljudje trajno naselili manj kot 100 let kasneje, še preden se je utegnilo razviti rastje po naravni poti. Namesto tega so palme zasadili naseljenci, v roku stoletja ali dveh pa so pričeli na njem tudi kmetovati. Jezikoslovni in arheološki dokazi  nakazujejo, da so prvi naseljenci verjetno prišli z območja Salomonovih otokov in Vanuatuja na jugozahodu.
V 16. stoletju so Marshallove otoke odkrili španski raziskovalci, a jih niso priključili Španiji. Kot kolonijo so jih prvi zasedli Nemci, med prvo svetovno vojno pa Japonci. Ob izbruhu druge svetovne vojne so Japonci na otoku Darrit zgradili manjše oporišče za hidroplane, kot celota pa je bil Majuro nezavarovan. Zato so se na njem konec januarja 1944 v sklopu operacije Flintlock izkrcali pripadniki ameriške vojne mornarice. To je bil prvi pristanek na kakem otoku, ki so ga že pred vojno imeli v posesti Japonci. Njihov cilj je bil vzpostaviti bazo, s pomočjo katere bi vzdrževali odprto pot proti atolu Kwajalein na zahodu. Američani so naleteli le na opuščeno oporišče, ki ga je nadzoroval en sam preostali častnik, zato so lahko zavzeli Majuro brez boja.
Hitro so prevzeli japonsko oporišče in zgradili zasilno letališče na otoku Dalap, kasneje pa še letalsko oporišče, nekaj osnovne podporne infrastrukture za mornarico in večje letališče za lovska letala na otoku Uliga. Takrat so nasuli tudi nasipe med vzhodnimi otoki. Kasneje so s podmornicami evakuirali več tisoč prebivalcev ostalih delov otočja in jih varovali na Majuru ter po vojni vrnili na domače otoke. Oporišče je delovalo do konca vojne, zaprli so ga poleti 1947.
Po vojni, leta 1947, je Organizacija združenih narodov dodelila pacifiške otoke v skrbništvo Združenim državam Amerike. Sprva je bilo mišljeno, da bi vsa Mikronezija postala ena država, a so prebivalci Marshallovega otočja leta 1978 na referendumu izglasovali ustanovitev lastne države. 1. maja 1979 je bila tako ustanovljena Republika Marshallovi otoki z Majurom kot glavnim mestom.

## Geografija
Atol ima oglato obliko, raztegnjen je v smeri vzhod-zahod in meri približno 42 km v dolžino ter 10 km v širino. Skoraj neprekinjen koralni greben obdaja osrednjo laguno, globoko 45 do 65 m, ki tvori odlično naravno pristanišče z vhodom skozi preliv Calalin na severu. Majuro je hkrati ime največjega otoka, ki se razteza približno 34 km od jugozahodnega vogala do proti vzhodu, razen na skrajnem zahodu pa njegova širina ne dosega 300 m. Ostali večji otoki so še Dalap, Uliga in Darrit na vzhodnem robu ter Calalin na severu, zahodni rob pa nima kopnega. Površje prekrivajo nizko slanoljubo grmičevje in palme.
Na vzhodnem delu povezujejo otoke umetni nasipi, prek katerih vodi asfaltirana cesta v dolžini 36 km.

### Seznam večjih otokov
- Calalin
- Dalap
- Darrit
- Eroj
- Majuro
- Rongrong
- Uliga

### Podnebje
Na račun lege v bližini ekvatorja ima Majuro s preostankom Marshallovega otočja tropsko podnebje z visokimi temperaturami. Pogoste so močne padavine.
| Podnebni podatki za Majuro                                               | Podnebni podatki za Majuro | Podnebni podatki za Majuro | Podnebni podatki za Majuro | Podnebni podatki za Majuro | Podnebni podatki za Majuro | Podnebni podatki za Majuro | Podnebni podatki za Majuro | Podnebni podatki za Majuro | Podnebni podatki za Majuro | Podnebni podatki za Majuro | Podnebni podatki za Majuro | Podnebni podatki za Majuro | Podnebni podatki za Majuro |
| Mesec                                                                    | Jan                        | Feb                        | Mar                        | Apr                        | Maj                        | Jun                        | Jul                        | Avg                        | Sep                        | Okt                        | Nov                        | Dec                        | Letno                      |
| ------------------------------------------------------------------------ | -------------------------- | -------------------------- | -------------------------- | -------------------------- | -------------------------- | -------------------------- | -------------------------- | -------------------------- | -------------------------- | -------------------------- | -------------------------- | -------------------------- | -------------------------- |
| Povprečna visoka temperatura °C                                          | 29.7                       | 29.9                       | 30.1                       | 30.1                       | 30.2                       | 30.2                       | 30.2                       | 30.4                       | 30.5                       | 30.5                       | 30.3                       | 29.9                       | 30.2                       |
| Povprečna nizka temperatura °C                                           | 25.4                       | 25.5                       | 25.6                       | 25.6                       | 25.7                       | 25.5                       | 25.4                       | 25.5                       | 25.5                       | 25.4                       | 25.5                       | 25.4                       | 25.5                       |
| Povprečna količina padavin mm                                            | 210.3                      | 193.5                      | 191.8                      | 244.6                      | 250.4                      | 277.6                      | 303                        | 290.1                      | 308.4                      | 337.1                      | 336                        | 293.6                      | 3.236,5                    |
| Povp. št. dni s padavinami                                               | 19.3                       | 16.1                       | 17.6                       | 18.9                       | 22.1                       | 23.1                       | 24.3                       | 22.9                       | 22.9                       | 23.4                       | 22.9                       | 22.7                       | 256.2                      |
| Povprečna relativna vlažnost (%)                                         | 77.7                       | 77.1                       | 79.0                       | 80.7                       | 81.9                       | 81.1                       | 80.5                       | 79.3                       | 79.4                       | 79.4                       | 79.9                       | 79.7                       | 79.6                       |
| Povp. št. sončnih ur                                                     | 224.4                      | 218.6                      | 252.8                      | 219.4                      | 224.8                      | 210.8                      | 217.0                      | 232.2                      | 217.8                      | 205.4                      | 191.4                      | 197.4                      | 2.612                      |
| % možne sončnosti                                                        | 61                         | 66                         | 67                         | 60                         | 58                         | 56                         | 56                         | 61                         | 60                         | 55                         | 54                         | 54                         | 59                         |
| Vir: NOAA (podatki o rel. vlažnosti in osončenosti za obdobje 1961−1990) |                            |                            |                            |                            |                            |                            |                            |                            |                            |                            |                            |                            |                            |

## Mednarodne povezave
Majuro ima uradne povezave (pobratena/sestrska mesta oz. mesta-dvojčki) z naslednjimi mesti po svetu:
- Gvam, Združebe države Amerike (od 1973)
- Kawai, Japonska
- Tajpej, Tajvan (od 1999)[9]